# 北川正恭
北川 正恭（きたがわ まさやす、1944年〈昭和19年〉11月11日 - ）は、日本の政治家、政治学者。
三重県知事（第4代、2期）、衆議院議員（4期）、三重県議会議員（3期）を歴任。早稲田大学大学院公共経営研究科名誉教授、および早稲田大学マニフェスト研究所（プロジェクト研究所）顧問・前所長。富士通株式会社社外取締役。四日市大学客員教授。

## 来歴・人物
1944年（昭和19年）11月11日、三重県鈴鹿市に生まれた。三重県立神戸高等学校、早稲田大学商学部卒業。学位は商学士（早稲田大学）。大日本印刷に勤務した。
1972年（昭和47年）、補選で三重県議会議員に初当選し、連続3期務めた。
1983年（昭和58年）の第37回衆議院議員総選挙で自由民主党から出馬し、初当選した。当選同期に、田中直紀、熊谷弘、二階俊博、野呂田芳成、額賀福志郎、衛藤征士郎、田中秀征、尾身幸次、町村信孝、伊吹文明、自見庄三郎、中川昭一、大島理森、野呂昭彦、鈴木宗男、甘利明などがいる。福田派→安倍派→三塚派に所属した。
自民党では、文部政務次官、党文教部会会長代理、党労働部会副部会長、衆議院政治改革調査特別委員会理事、党副幹事長などを歴任した。
1994年（平成6年）の細川内閣総辞職を機に、同年4月15日、鹿野道彦らと共に自民党を離党して、新党みらいを結党。党幹事長に就任した。その後、他の政党会派と合併した新進党に加わった。
衆議院議員任期中の1995年（平成7年）、同じ三重県出身の岡田克也に推され、同年4月9日執行の三重県知事選挙に立候補した（告示日の同年3月23日付で公職選挙法の規定により衆議院議員を退職（自動失職））。選挙では自民党公認候補を破って初当選を果たし、2期務めた。当初は新進党が支援母体であり、2期目は、自・社・公・民の4党による相乗りのオール与党体制であったが、公式には政党・団体の推薦・支持を得なかったため「無党派知事」といわれた。
2003年（平成15年）に長期政権は癒着が生じるとして不出馬を表明した。国政復帰も囁かれたが、政治の根本を変えるには若い政治家を育てる必要性があると説き、早稲田大学大学院公共経営研究科教授に就任した。2015年（平成27年）退任。
選挙における政党の政権公約としてのマニフェストを提唱し、日本に広めた。21世紀臨調共同代表。せんたく発起人代表。
テレビではTBS系『ブロードキャスター』（レギュラーとしては2004年秋から2008年秋まで）、『みのもんたの朝ズバッ! → 朝ズバッ!』（2010年春から2014年3月まで）にコメンテーターとして出演していた。

## 家族
家族は妻と2男。次男は、サッカーJ2・ファジアーノ岡山代表取締役会長の北川真也。
父は北川正雄（元三重県議会議長）。伯父（母の兄）に久保田藤麿（元衆議院議員、元参議院議員）がいる。

## 知事在職中の業績
1995年（平成7年）に三重県知事選挙で当選した後、岩手県の増田寛也、宮城県の浅野史郎、高知県の橋本大二郎、鳥取県の片山善博らとともに「改革派知事」として注目された。その改革内容については賛否両論ある。
おもな業績を以下に記す。
- 県庁の組織を再編し、片仮名表記の部署を多く設置した。（これについては、県民から分かりにくいとの苦情もあり、後任の野呂昭彦知事によってほとんどが元の名前に戻された）
- 1997年（平成9年）に「三重のくにづくり宣言」を発表した。
- 中部電力が南島町と紀勢町の境界に建設を計画していた芦浜原子力発電所を、住民の賛同が得られているとはいえないとして、2000年（平成12年）に白紙撤回した。これを受けて中部電力は計画を断念した。
- 三重県下で人口10万人当たりの交通死亡事故発生率が全国ワースト1位となったことを受け、2000年11月13日、「交通死亡事故多発非常事態宣言」を発表した。
- 2001年（平成13年）に産業廃棄物税を導入した。これにより、事業者に対して産業廃棄物1トンあたり1000円の税金が課されることとなった。
- リサイクル製品の認定制度を充実させた。しかし、石原産業によるフェロシルト問題の誘引ともなった。
- トップセールスによりシャープの工場建設を積極的に誘致した。亀山市とあわせて135億円の補助金（多額の税金）を一社に提供し、2002年（平成14年）にシャープは亀山市に液晶テレビなどを製造する工場を建設すると発表した（参考、クリスタルバレー構想）。しかし2010年（平成22年）に稼動した堺工場完成後は、液晶テレビの主力工場は亀山工場より堺工場に移る。また、中国での液晶製造を発表し、亀山工場の施設の一部を移転すると示唆している。2009年（平成21年）9月に売却対象のうち補助金で購入した設備に関し、三重県は条例に基づき補助金の一部返還を求める方針を決定した。
- 廃棄物固形燃料によるごみの有効利用を推進した。しかし2003年（平成15年）に多度町の発電プラントで火災事故が起こり、作業員や消防士7人が死傷、サイロは解体に追い込まれた。県民の間では導入を急ぎすぎたとして非難の声も上がっている。初期工事費650億円を投じ、その後の追加工事費を含め1000億円以上費やした廃棄物固形燃料プラントRDFプラントは2016年廃止が三重県議会で発表されている。建設工事をおこない、メインテナンスを担当した富士電機は施工・メンテナンス実績が皆無であったことも事故の原因であった。北川の地元鈴鹿市に工場があり、天の声が下った怪しさが伊勢新聞に報道されている。

## 略歴
- 1972年（昭和47年）：三重県議会議員選挙に鈴鹿市選挙区から立候補し当選（連続3期）。
- 1983年（昭和58年）：衆議院旧三重1区から衆議院選挙立候補し当選（連続4期）。
- 1990年（平成2年）：文部政務次官に就任。
- 1995年（平成7年）：三重県知事選挙に立候補し当選（連続2期）。
- 2003年（平成15年）：三重県知事を退任。早稲田大学大学院公共経営研究科教授に就任。
- 2009年（平成21年）：富士通社外取締役に就任。
- 2015年（平成27年）：早稲田大学大学院公共経営研究科教授を退任。

## 文献

### 著書
- 『中部は一つ輝ける伊勢湾時代』徳間書店、1989年5月
- 『改革一直線 ： 政治生活二十年の歩み』徳間書店、1992年11月
- 『生活者起点の「行政革命」』ぎょうせい、2004年9月、ISBN 4324075166
- 『マニフェスト革命―自立した地方政府をつくるために』ぎょうせい、2006年11月、ISBN 9784324080825
- 『マニフェスト進化論―地域から始まる第二の民権運動』生産性出版、2007年1月、ISBN 9784820118510

### 共著
- 『朝令暮改でいいじゃないか ： 北川正恭の革命』岩見隆夫著、PHP研究所、2000年9月、ISBN 4569612520
- 『知事が日本を変える』浅野史郎、橋本大二郎著、文藝春秋、2002年4月、ISBN 4166602381
- 『自治体再生へ舵をとれ』福岡政行編著、学陽書房、2002年6月、ISBN 4313161031
- 『地方から日本を変える ： 改革派知事が語る新しい民主主義の実践』浅野史郎、橋本大二郎著、北海道大学大学院法学研究科附属高等法政教育研究センター編、2004年3月、ISBN 4902066114
- 『政策研究のメソドロジー ： 戦略と実践』縣公一郎、総合研究開発機構編、法律文化社、2005年9月、ISBN 4589028654
- 『行政経営改革入門 ： 経営品質の活用と地域経営』岡本正耿編著、産性出版、2006年2月、ISBN 4820118234
- 『高塚猛と北川正恭の革命論』高塚猛著、致知出版社、2002年5月、ISBN 4-88474-622-8

### 関連文献
- 『芭蕉への手紙 : 三重県「旅の一句」公募句集』黛まどか編、学習研究社、1997年6月、ISBN 4054008127
- 『改革断行 : 三重県知事北川正恭の挑戦』ばばこういち著、ゼスト、1999年10月、ISBN 4883770893
- 『新生日本のシナリオ : 21世紀、この国のあるべき姿』島田晴雄著、経済界、2000年11月、ISBN 4766782127
- 『堀田力のさわやか改革 : 日本の行く末を見据える・対談集』インターメディア出版、2000年12月、ISBN 4901350056
- 『変革するは我にあり : 独立分権宣言!』月尾嘉男著、日本実業出版社、2001年11月、ISBN 4534033141
- 『JC発「教育改革」待ったなし』日本青年会議所編、ぱるす出版、2001年10月、ISBN 4827601879
- 『日本を救う9人の政治家とバカ1人』浜田幸一著、双葉社、2001年7月、ISBN 4575292524
- 『日本初の大統領にしたい男』ばばこういち著、インターメディア出版、2001年4月、ISBN 4901350110
- 『生活者主権社会による日本再生』一新塾編、プレジデント社、2001年10月、ISBN 4833417308
- 『労働組合が危ない : ある戦争遺児の労働運動への挑戦』北岡勝征著、八潮出版社、2001年2月、ISBN 4896502167